# 歐洲手球總會
歐洲手球總會（European Handball Federation，EHF）是歐洲手球的傘型組織。它成立於1991年11月17日，由 50個正式會員協會和2個準會員協會（英格蘭和蘇格蘭）組成，總部位於奧地利維也納。

## 歷史
EHF於1991年11月17日在德國柏林成立,首次大會於1992年6月5日召開，並於當年9月1日決定將EHF的總部分設置在奧地利維也納。2012年EHF辦公室慶祝成立20周年。

## 外部資料
- 官方网站